# Matthias Pees

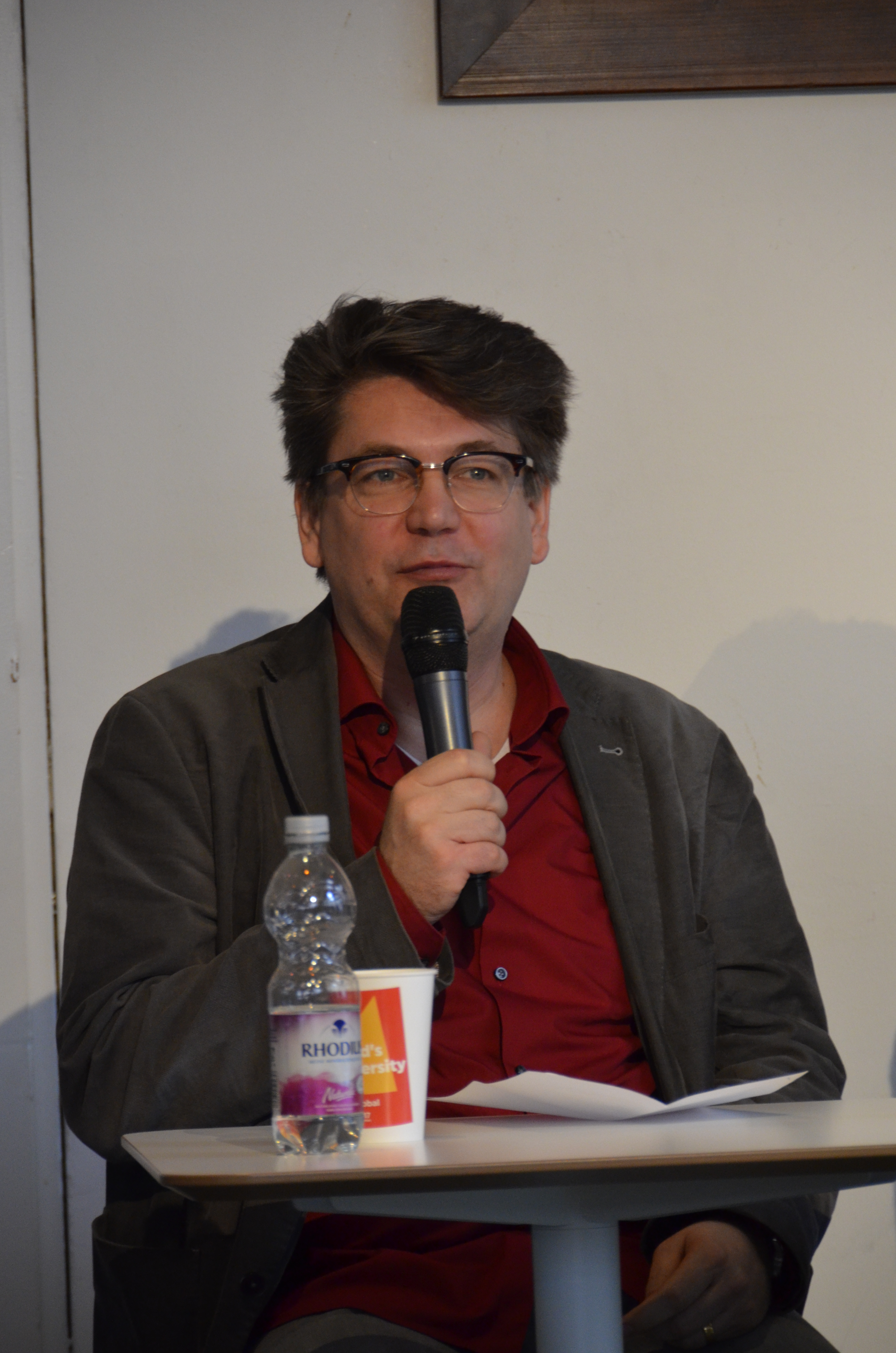
Matthias Pees, März 2017

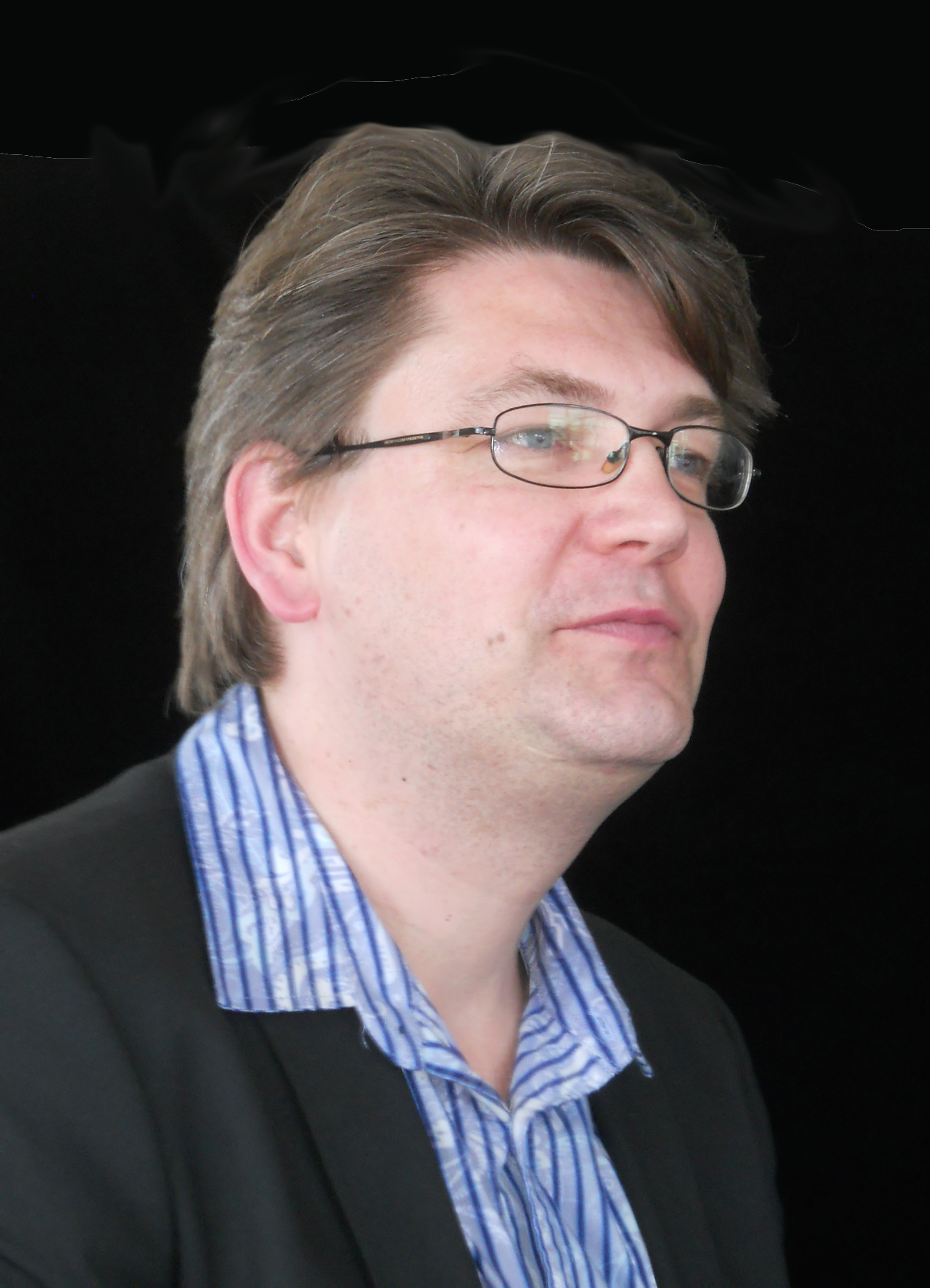
Matthias Pees, Juni 2013

Matthias Pees (* 16. Februar 1970 in Georgsmarienhütte) ist ein deutscher Theaterkritiker und Dramaturg. Er war Intendant des Mousonturms in Frankfurt am Main und ist seit 1. September 2022 Leiter der Berliner Festspiele.

## Leben
Pees wuchs in Osnabrück auf. Nach dem Abitur am Gymnasium Carolinum studierte er Literaturwissenschaft und Philosophie an der Universität Hamburg. Von 1990 bis 1995 schrieb er als freier Journalist Theaterkritiken unter anderem für die Süddeutsche Zeitung, die Berliner Zeitung und den Norddeutschen Rundfunk. 1995 bis 2000 war er Dramaturg an Frank Castorfs Volksbühne am Rosa-Luxemburg-Platz in Berlin, wo er mit Christoph Schlingensief (Schlacht um Europa I-XLII Ufokrise '97,  Hotel Prora – Übernachten bei Chance 2000) und Castorf (Schmutzige Hände, Dämonen, Hauptmanns Weber u. a.) zusammenarbeitete.
Von 2000 bis 2003 war Pees Dramaturg am Schauspielhaus Hannover unter dem Intendanten Wilfried Schulz. Für Nicolas Stemann bearbeitete er 2001 eine vielbeachtete Hamlet-Inszenierung, die auch 2002 bei den Berliner Festwochen gezeigt wurde. 2003 wurde Pees von Frank Castorf als verantwortlicher Programmdramaturg und Kurator zu den Ruhrfestspielen Recklinghausen (unter dem Motto No Fear 2004) geholt. Unter anderem begleitete er Schliengensiefs Wagner-Rallye durch das Ruhrgebiet. Dem Festival war kein großer Zuschauerzuspruch beschieden.
Von 2004 bis 2010 war er Geschäftsführer des Produçoes Artísticas Internacionais in São Paulo, einem brasilianischen Produktionsbüro für internationalen Kulturaustausch. Er realisierte und konzipierte zahlreiche Tanz-, Theater- und Opernprojekte, unter anderem mit Christoph Schlingensief (Fliegender Holländer in Manaus), Frank Castorf, Dimiter Gotscheff, Rimini Protokoll, Gob Squad, andcompany&Co., und She She Pop. Daneben war er 2005 und von 2008 bis 2010 Künstlerischer Berater der Wiener Festwochen für Lateinamerika. 2006, 2008, 2010 und 2012 war er Kurator lateinamerikanisch orientierter Theaterfestivals im Hebbel am Ufer in Berlin.
Von 2010 bis 2013 arbeitete Pees als leitender Dramaturg für den Bereich Schauspiel der Wiener Festwochen unter dem Intendanten Luc Bondy und der Schauspieldirektorin Stefanie Carp. Gleichzeitig war er 2011 Dramaturg und Koordinator der Produktionen der Reihe Forum Festwochen in Wien. Im Mai/Juni 2013 ist Pees Co-Kurator von „Unruhe der Form. Entwürfe des politischen Subjekts – Unrest of Form. Imagining the Political Subject“, einem Ausstellungsprojekt, das anlässlich der Festwochen in der Wiener Secession, der Akademie der bildenden Künste Wien und im MuseumsQuartier stattfindet.
Pees trat seine Position als Intendant und Geschäftsführer des Künstlerhauses Mousonturm am 1. August 2013 an. In dieser Funktion folgte er auf den verstorbenen Niels Ewerbeck. Obwohl sein Vertrag bis Jahresende 2024 verlängert wurde, verlässt Pees vorzeitig das Theater in Frankfurt um nach Berlin zu wechseln. Zum 1. September 2022 tritt Matthias Pees seine Stelle als neuer Intendant der Berliner Festspiele an. In dieser Funktion folgte er auf Thomas Oberender, dem bei den Berliner Festspielen Machtmissbrauch vorgeworfen wurde.
Er ist mit der brasilianischen Tänzerin Adriana Almeida Pees verheiratet.

## Schriften
- (Hrsg. mit Kirsten Hehmeyer): Import Export: Arbeitsbuch zum HAU Berlin. Theater der Zeit, 2012, ISBN 978-3-942449-40-3.
- Dämonen. Volksbühne am Rosa-Luxemburg-Platz/Wiener Festwochen, agit, 1998.